# Fábio Gonçalves
Fábio Gonçalves, ou Fabinho (Cruzeiro, 19 de novembro de 1986), é um futebolista brasileiro que atua como volante e lateral-direito. Atualmente, está no Retrô.

## Carreira

### Início
Fabinho começou profissionalmente pelo Camboriú, tendo passagens também por Campinense, Baraúnas e Alecrim.

### América de Natal
Posteriormente, jogou de 2011 a 2014 pelo América de Natal, chegando até a ser o destaque do campeonato estadual em 2012.

### Figueirense
Em 2015, por indicação do treinador Argel Fucks, Fabinho foi contratado pelo Figueirense. Jogou por um ano no time catarinense e, em 2016, também com o consentimento de Argel, foi contratado pelo Internacional.

### Internacional
No Colorado, se destacou no Campeonato Gaúcho, mas posteriormente decaiu junto com todo o time que acabou rebaixado pela primeira vez ao final do ano.
Ainda em 2017, fora dos planos do Inter, quase foi contratado pelo Vitória (novamente a pedido de Argel, que treinava o clube baiano). Mas ficou no clube e começou a jogar improvisado de lateral-direito, onde acabou tendo boas atuações. Uma grave lesão o tirou do restante da temporada em que o clube jogou pela primeira vez a segunda divisão brasileira.

### Ceará
Em 23 de maio de 2018, é anunciada a saída de Fabinho para o Ceará. No clube cearense, atuou até 2021, disputando 138 partidas, com três gols marcados e uma assistência.

### Sport e Retrô
Após sua passagem pelo Ceará, Fabinho atuou pelo Sport, onde conquistou o Campeonato Pernambucano em 2023 e 2024. Em 2025, transferiu-se para o Retrô.

## Títulos
América-RN
- Campeonato Potiguar: 2012, 2014

Figueirense
- Campeonato Catarinense: 2015

Internacional
- Campeonato Gaúcho: 2016
- Recopa Gaúcha: 2016

Ceará
- Copa do Nordeste: 2020

Sport
- Campeonato Pernambucano: 2023, 2024

## Prêmios Individuais
- Seleção do Campeonato Potiguar de Futebol - Melhor meio-campo: 2012, 2013 e 2014
- Melhor jogador do Campeonato Potiguar de Futebol de 2012
- Seleção do Campeonato Gaúcho de 2016 (Rádio Gaúcha) - Melhor volante: 2016
- Seleção do Campeonato Cearense: 2019